# Euscelidia kasungu
Euscelidia kasungu là một loài ruồi trong họ Asilidae. Euscelidia kasungu được Dikow miêu tả năm 2003. Loài này phân bố ở vùng nhiệt đới châu Phi.